# Leucophora
Leucophora är ett släkte av tvåvingar. Leucophora ingår i familjen blomsterflugor.

## Bildgalleri

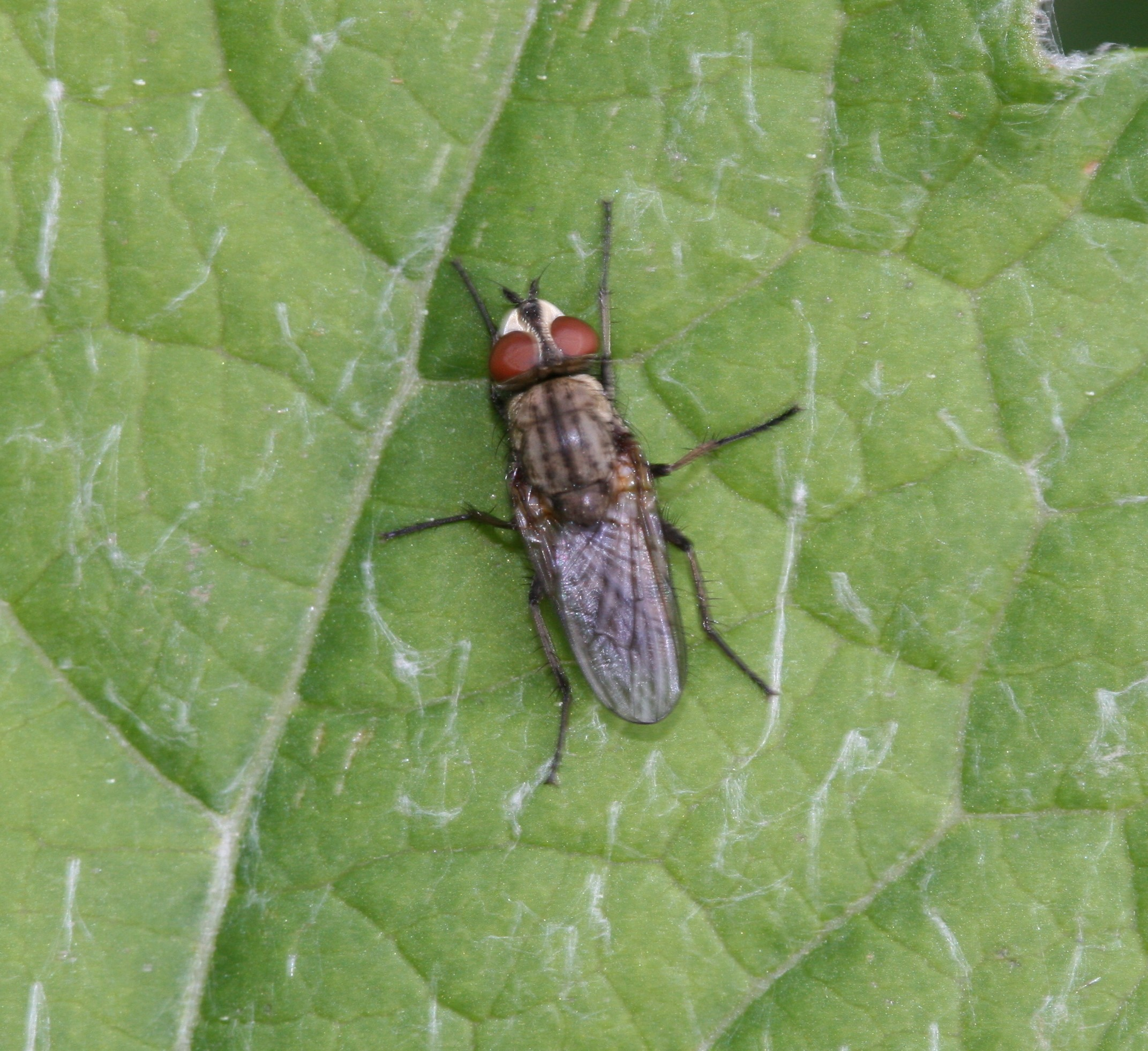
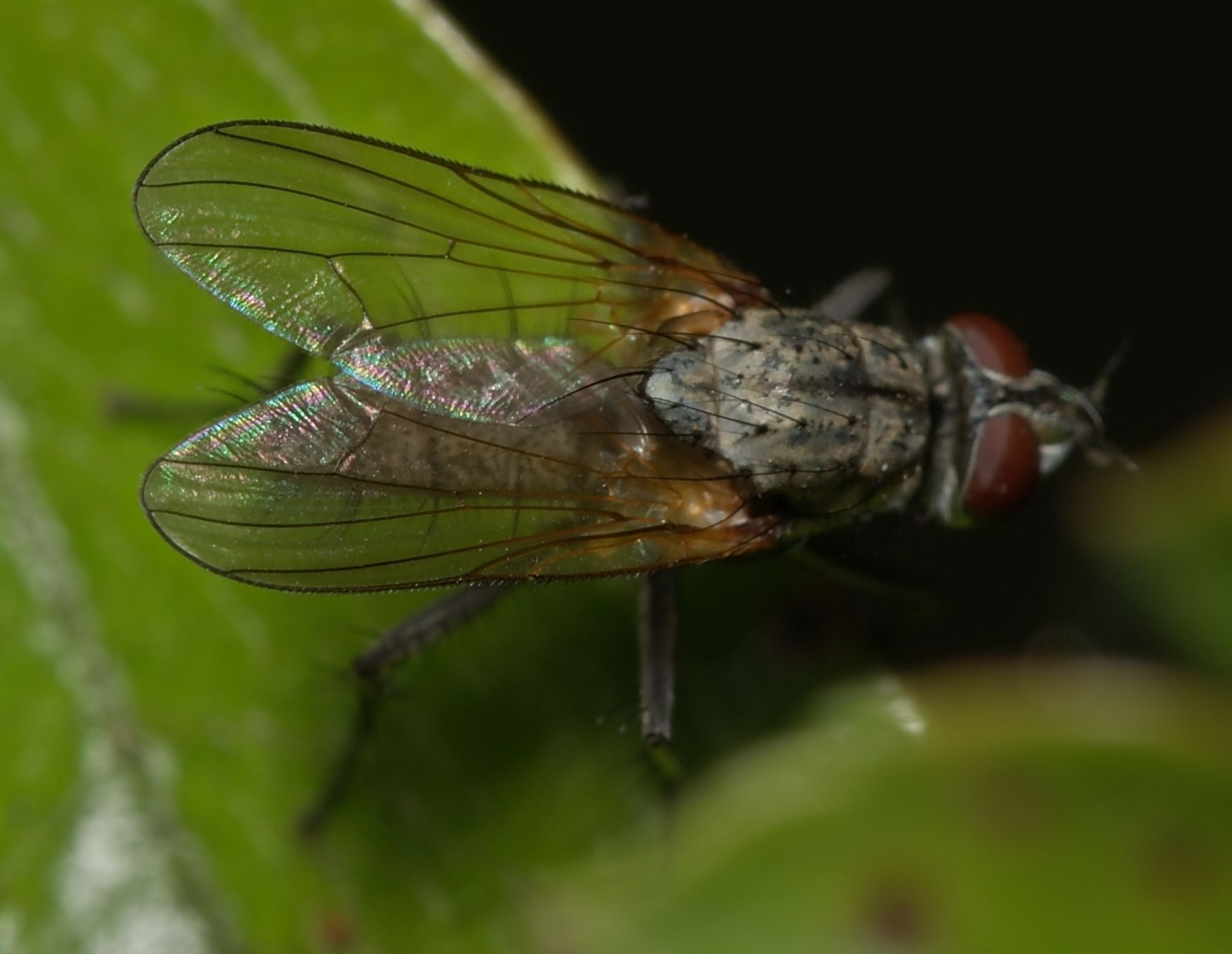

## Dottertaxa tillLeucophora, i alfabetisk ordning[1][2]
- Leucophora amicula
- Leucophora andicola
- Leucophora annexa
- Leucophora apivora
- Leucophora argentina
- Leucophora aurantifrons
- Leucophora brevifrons
- Leucophora brevis
- Leucophora canariensis
- Leucophora chilensis
- Leucophora cinerea
- Leucophora dasyprosterna
- Leucophora depressa
- Leucophora dissimilis
- Leucophora dorsalis
- Leucophora earina
- Leucophora elegans
- Leucophora flavipes
- Leucophora floralis
- Leucophora fusca
- Leucophora gagatea
- Leucophora grisea
- Leucophora grisella
- Leucophora hangzhouensis
- Leucophora haustellaris
- Leucophora hessei
- Leucophora hiemalis
- Leucophora inflata
- Leucophora innupta
- Leucophora jankowski
- Leucophora johnsoni
- Leucophora kirchbergi
- Leucophora liaoningensis
- Leucophora maculata
- Leucophora maculipennis
- Leucophora mallochii
- Leucophora malotiensis
- Leucophora marylandica
- Leucophora miltoparia
- Leucophora nigricauda
- Leucophora nudigrisella
- Leucophora obtusa
- Leucophora palmonii
- Leucophora personata
- Leucophora peullae
- Leucophora piliocularis
- Leucophora plumiseta
- Leucophora ponti
- Leucophora proboscidalis
- Leucophora rufitibia
- Leucophora sericea
- Leucophora setosa
- Leucophora shanxiensis
- Leucophora similis
- Leucophora siphonina
- Leucophora sociata
- Leucophora spalatensis
- Leucophora sponsa
- Leucophora subrufitibia
- Leucophora subsponsa
- Leucophora subvittata
- Leucophora tavastica
- Leucophora tenuirostris
- Leucophora unilineata
- Leucophora unistriata
- Leucophora xizangensis